# Занобатус
Занобатус, или дисковидный скат (лат. Zanobatus schoenleinii), — вид скатов из монотипического семейства занобатовых (Zanobatidae) отряда хвостоколообразных. Это хрящевые рыбы, ведущие донный образ жизни, с крупными, уплощёнными грудными и брюшными плавниками в форме сердцевидного диска, длинным хвостом и двумя спинными плавниками. Обитают центрально-восточной и юго-восточной частях Атлантического океана на глубине до 100 м. Максимальная зарегистрированная длина 100 см. Занобатусы размножаются яйцеживорождением, эмбрионы изначально питаются желтком. Рацион состоит из моллюсков и прочих донных беспозвоночных.

## Ареал
Занобатусы обитают в тропических водах центрально-восточной и юго-восточной частей Атлантического океана у берегов Анголы, Бенина, Камеруна, Кот-д’Ивуар, Габона, Гамбии, Ганы, Гвинеи, Гвинеи-Бисау, Либерии, Марокко, Нигерии, Сенегала, Сьерра-Леоне и Того. Эти скаты встречаются в прибрежной зоне на глубине 10—100 м, чаще всего от 10 до 25 м.

## Описание
У занобатусов грудные плавники образуют диск в форме сердца. Имеются два крупных и закруглённых спинных плавника. Длинный хвост оканчивается хвостовым плавником лишённым нижней лопасти. Максимальная зарегистрированная длина 100 см. Окраска коричневого цвета с тёмными пятнами и полосами. Зафиксирован случай поимки у берегов Сенегала самки-альбиноса.
Занобатусы размножаются яйцеживорождением. Питаются моллюсками и донными беспозвоночными.

## Взаимодействие с человеком
Не представляют интереса для коммерческого рыболовства. Иногда они попадаются в качестве прилова при коммерческом прибрежном промысле, ориентированном на креветок и головоногих. Международный союз охраны природы присвоил виду охранный статус «Уязвимый».

## Таксономия
Впервые вид научно описан в 1841 году. Назван в честь коллеги Фридриха Густава Якоба Генле Лукаса Шёнлейна (1793—1864), натуралиста и профессора медицины, который передал учёным образец из анатомического музея в Берлине.

### Синонимы
В синонимику вида входят следующие биномены:
- Discobatus schoenleinii (Müller & Henle, 1841)
- Platyrhina schoenleinii Müller & Henle, 1841
- Platyrhinoidis atlantica Chabanaud, 1928
- Platyrhinoidis schoenleinii (Müller & Henle, 1841)
- Zanobatus atlantica (Chabanaud, 1928)
- Zanobatus atlanticus (Chabanaud, 1928)
- Zanobatus schoenleinni (Müller & Henle, 1841)